# Шабловский, Витольд
Витольд Шабловский (пол. Witold Szabłowski; род. 1980, Острув-Мазовецка) — польский журналист.
Окончил Варшавский университет, где изучал журналистику и политологию. Сотрудничал с ведущими польскими медиа — газетой Gazeta Wyborcza (с 2006 года) и её еженедельным приложением Duży Format, телеканалом TVN24. Стажировался в турецкой службе телеканала CNN. На протяжении многих лет освещал в польской прессе различные темы, связанные с Турцией и турками, — в частности, стал первым польским журналистом, побеседовавшим с террористом Мехметом Али Агджой и его родственниками. По итогам этой работы опубликовал книгу «Убийца из города абрикосов» (пол. Zabójca z miasta moreli; 2010), удостоенную Премии имени Беаты Павляк, которая присуждается в Польше за лучшую публикацию о других религиях и культурах; кроме того, статьи Шабловского на турецкие темы были отмечены премией Европейского парламента. Вторая книга Шабловского, «Наша маленькая ПНР» (пол. Nasz mały PRL; 2012), написанная в соавторстве с женой, Изабелой Мейза (пол. Izabela Meyza), представляет собой отчёт о своеобразном эксперименте: супружеская пара прожила полгода, как бы вернувшись в 1981 год (используя тогдашнюю технику, читая тогдашние газеты и т. п.).